# Joan Camarasa Marsá
Joan Camarasa Marsá (1903-1982) va ser un compositor i organista.

## Obres
- Lola Lunares[1]
- Busco un cariñito
- Es verdad
- Jamás podré olvidar
- Que pronto
- Yo no sé porqué
- Algún día volverás: fox melódico
- Arrabalero: pericón
- Carabá: conga
- Cartagena: 6/8 hisnisch-one-step (1932)
- Chacarera: pericón 1933

- Crepúsculo: slow fox

- Dorita: pasodoble
- Dos corazones: bossa-nova
- Eterno soñar